# ORゲート
| 入力 | 入力 | 出力   |
| A    | B    | A OR B |
| L    | L    | L      |
| L    | H    | H      |
| H    | L    | H      |
| H    | H    | H      |

ORゲート（オアゲート）は論理和の論理ゲートである。入力の一方または両方がHighのとき、Highを出力し、入力がどちらもLowならLowを出力する。

## 記号
ORゲートを表す記号は3種類（ANSI、IEC、DIN）ある。
|               |          |          |
| MIL/ANSI 記号 | IEC 記号 | DIN 記号 |

## ハードウェアの解説とピン配置

ORゲートを実装した標準ロジックIC (CMOS) 4071 のピン配置

ORゲートは基本論理ゲートであり、TTLおよびCMOSの汎用ロジックICの形で入手できる。CMOSの4000シリーズでは4071が独立した2入力ORゲートを4個実装している。TTL版は7432であり、様々な派生品がある。内部のアーキテクチャは異なるが、どれもピン配置は同じで、それぞれ定格電圧や反応速度が異なる。標準的な2入力ORゲート以外に、3入力や4入力のORゲートもある。
入手可能な標準ロジックICとして次のものがある。
- 4075: 3入力ORゲート×3 (CMOS)
- 4072: 4入力ORゲート×2 (CMOS)
- 74LS32: 2入力ORゲート×4 (Low power Schottky)
- 74HC32: 2入力ORゲート×4 (High Speed CMOS) - 低消費電力で電圧範囲が広い。
- 74LVC32: 2入力ORゲート×4 (Low voltage CMOS)

## 実装
|  |  |

### 代替実装

NANDゲートのみを使ってORゲートを構成

利用可能なORゲートがない場合、NANDゲートを使って図のようにORゲートを構成することができる。NANDゲートは任意の論理ゲートを構成可能である。

## ワイヤードOR
多くの回路で制御信号に使われているように負論理オープンコレクタの論理出力の場合、論理和は単に複数の出力を並列接続するだけで構成できる。このようなORゲートの実装を「ワイヤードOR」と呼ぶ。かつては集積回路でもワイヤードORでORゲートを構成している場合があった。